# Monomorium broomense
Monomorium broomense är en myrart som beskrevs av Auguste-Henri Forel 1915. Monomorium broomense ingår i släktet Monomorium och familjen myror. Inga underarter finns listade i Catalogue of Life.